# Erlkönig (Schubert)
 (janvier 2025).
Si vous disposez d'ouvrages ou d'articles de référence ou si vous connaissez des sites web de qualité traitant du thème abordé ici, merci de compléter l'article en donnant les références utiles à sa vérifiabilité et en les liant à la section « Notes et références ».
Le Roi des Aulnes
Pour les articles homonymes, voir Le Roi des Aulnes.
Erlkönig (en français Le Roi des Aulnes), op. 1 (D. 328), est un lied composé par le musicien autrichien Franz Schubert sur le poème de Goethe portant ce titre. 
Le personnage de l'Erlkönig, très souvent évoqué dans la littérature allemande, y est décrit comme une créature maléfique qui hante les forêts et entraîne les voyageurs vers la mort.

## Historique

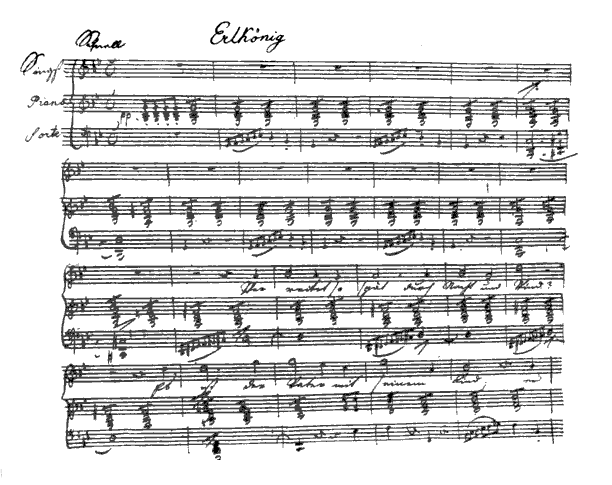
Première page manuscrite de Erlkönig par Schubert

Erlkönig fut composé un après-midi d'automne de 1815 par Schubert, âgé alors de dix-huit ans. Le poème mis en musique est de Goethe. C'est seulement en 1821, soit six ans plus tard, que Schubert trouva un éditeur pour publier son lied. Dans l'intervalle, il avait apporté divers remaniements à la partition. Chantée pour la première fois en public par le baryton Johann Michael Vogl le 7 mars 1821, l'œuvre reçut un accueil triomphal.
Les thèmes développés dans le poème sont typiquement romantiques : la mort, la nuit, le fantastique, la peur, la forêt, etc. La musique s'en ressent, en tonalité de sol mineur, sérieuse, profonde et tragique. Le caractère de la musique change en fonction des personnages mis en scène (le narrateur, le père, l'enfant, le roi des aulnes).

## Analyse
Un seul et même chanteur interprète alternativement quatre personnages différents : le narrateur (première et dernière strophes), l'enfant, son père et le Roi des aulnes. Pour distinguer les différents personnages, le compositeur a joué sur le mode, le registre (hauteur de la partie chantée), ainsi que la nuance de chaque partie :
- le narrateur est chanté dans le registre du baryton, en mode mineur. C'est lui qui annonce la mort de l'enfant ;
- l'enfant est chanté dans le registre du ténor (notes aiguës), en mode mineur, et toujours forte, pour signifier la détresse, la souffrance et la peur. Chaque nouvelle apparition se fait un demi-ton plus haut que la précédente, ce qui en accroît la tension ;
- le Roi des aulnes est chanté dans le registre du ténor (notes moyennes, chantées presque en voix de tête), en mode majeur, sur une mélodie douce et suave, pianissimo, en accord avec les paroles séduisantes du personnage fantastique ;
- le père chante dans le registre de la basse, en mode majeur et mineur. Il représente le lien à la réalité, le secours rassurant de l'enfant.

Le piano joue un rôle important dans l'œuvre : les octaves et les accords en triolets de la main droite figurent le galop du cheval, alors que les gammes ascendantes (de six notes seulement) de la main gauche figurent le vent dans les branches. L'accompagnement prend un caractère berceur lorsque le Roi des aulnes tente de séduire l'enfant.

## Postérité
La dimension de la partition pour piano a incité divers compositeurs à transcrire cette œuvre pour voix et orchestre. Les orchestrations d'Hector Berlioz (1860), Franz Liszt et Max Reger (1914) sont les plus connues.
Liszt en a, par ailleurs, laissé deux transcriptions pour piano seul (S.557a et S.558 numéro 4). Cette transcription de Liszt fut particulièrement célèbre et reprise par différents virtuoses, suscitant l'enthousiasme du public.
L'œuvre a inspiré au violoniste et compositeur Heinrich Wilhelm Ernst son Grand caprice sur Le Roi des aulnes pour violon seul, op. 26.
Plus récemment, le compositeur français Christophe Looten en a réalisé une transcription pour huit voix a cappella et le compositeur Bernard Cavanna qui en fit une transcription pour voix, violon, violoncelle et accordéon.

## Interprètes célèbres
Erlkönig, comme d'ailleurs une grande partie des autres lieder de Schubert, a donné lieu à de nombreux enregistrements remarquables. On se contentera de mentionner ceux d'Ernestine Schumann-Heink, Heinrich Schlusnus, Hans Hotter, Elisabeth Schwarzkopf, Dietrich Fischer-Dieskau accompagné de Gerald Moore, Hermann Prey, Jessye Norman et Peter Schreier.

## Utilisation dans d'autres œuvres
Il est utilisé dans les films :
- L'Araignée et la mouche de Wilfred Jackson (1931) (Silly Symphonies)
- Des arbres et des fleurs de Burton Gillett (1932) (Silly Symphonies)